# Dinastía antipátrida

Reino de Casandro
Otros diádocos
Reino de Seleuco
Reino de Lisímaco
Reino de Ptolomeo
Epiro
Otros
Cartago
República romana
Colonias griegas

La dinastía antipátrida era una dinastía de Macedonia fundada por Casandro, el hijo de  Antípatro, que se declaró a sí mismo Rey de Macedonia en el 302 a. C.. Esta dinastía no duró mucho; en el 294 a. C. fue reemplazada por la dinastía Antigónida, cuyos miembros probaron ser gobernantes más capaces.

## Miembros de la dinastía
- Antípatro
- Casandro de Macedonia (305 - 297 a. C.)
- Filipo IV de Macedonia (297 a. C.)
- Alejandro V de Macedonia (297 - 294 a. C.)
- Antípatro II de Macedonia (297 - 294 a. C.)
- Antípatro Etesias (279 a. C.)
- Sóstenes de Macedonia (279 - 277 a. C.)